# Arbogaste di Strasburgo
Arbogaste di Strasburgo, o Arbogasto (in tedesco: Arbogast von Straßburg; francese: Arbogast de Strasbourg; latino: Arbogastus ; Irlanda, ... – 678), è stato un vescovo franco. Proclamato santo, è il patrono di Strasburgo, di cui fu lungamente vescovo e di cui costruì la prima cattedrale.

## Biografia
Secondo la tradizione, Arbogaste lasciò la natìa Irlanda, come tanti altri missionari avevano fatto, e si stabilì da eremita in una foresta tedesca; proseguì fino in Alsazia, dove il suo nome originario celtico, Arascach, fu cambiato in Arbogast.
Arbogaste trovò un amico nel re merovingio Dagoberto II di Austrasia, che era stato educato a in Irlanda ed era ritornato al suo regno dopo la scomparsa del re Childerico II.
Con l'ascesa di Dagoberto al trono di Austrasia, Arbogaste fu nominato vescovo di Strasburgo: divenne famoso per la santità e i miracoli. Si racconta che il santo irlandese riportò in vita il figlio di Dagoberto, che era morto in seguito ad una caduta da cavallo.
Arbogaste morì nel 678.
Secondo alcuni storici, era non era di origine irlandese ma franca o dell'Aquitania. Sulla base del suo nome, estremamente raro, alcuni storici lo hanno voluto un discendente del celebre Arbogaste, magister militum in praesenti e kingmaker franco-romano di Valentiniano II e dell'usurpatore Flavio Eugenio, oltre che campione del paganesimo romano, e di Arbogaste, conte di Treviri e vescovo di Chartes. Egli sarebbe stato inviato in Alsazia, terra popolata per lo più dai rivali Alemanni, per cristianizzarli e portarli nell'orbita franca.
La sua figura è riportata anche nelle Deutsche Sagen dei fratelli Grimm sulla base di fonti medievali.

## Culto
Proclamanto santo, si festeggia il 21 luglio. È patrono della città di Strasburgo.
Dal Martirologio Romano: "A Strasburgo in Burgundia, sant'Arbogasto, vescovo".